# Searhei Martînau
Searhei Martînau (în belarusă Сяргей Мартынаў; n. 18 mai 1968, Vereya⁠(d), RSFS Rusă, URSS) este un trăgător de tir ce a reprezentat Belarus, medaliat olimpic. A participat la 6 ediții ale Jocurilor Olimpice (1988, 1996, 2000, 2004, 2008, 2012) în care a câștigat o medalie de aur și două medalii de bronz.